# 莫琳·加德纳
莫琳·加德纳（英語：Maureen Gardner，1928年11月12日—1974年9月2日），英国女子田径运动员，主攻跨栏。她曾代表英国参加1948年夏季奥林匹克运动会田径比赛，获得女子80米跨栏银牌。